# Anton IV. von Montfort

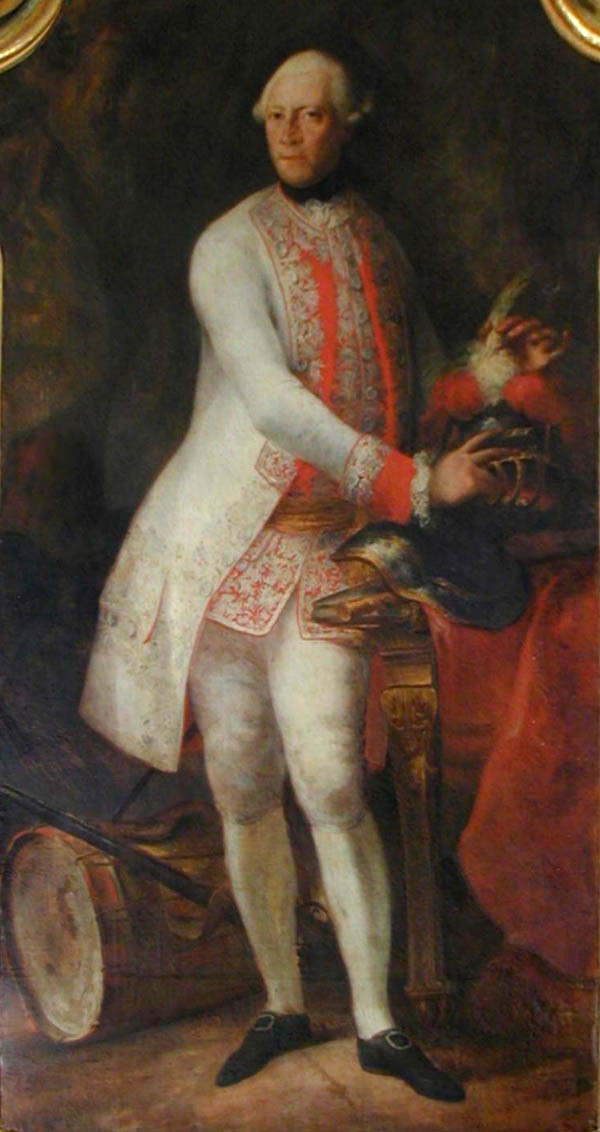
Graf Anton IV. von Montfort (Ölgemälde von Andreas Brugger)

Graf Anton IV. von Montfort (* 16. November 1723 in Tettnang; † 3. Dezember 1787 in Tettnang) war der letzte Vertreter im Mannesstamm des Adelsgeschlechts Montfort (die Monforts stammten von den Pfalzgrafen von Tübingen ab). Er regierte zwar mangels eigener Herrschaft niemals selbst, wird aber dennoch gemeinhin als Anton IV. in die dynastische Zählung der Montforts einbezogen.

## Leben
Von 1733 bis 1737 besuchte Anton mit seinem älteren Bruder Franz Xaver das Gymnasium in Konstanz, 1737 bis 1740 studierte er in Salzburg und schlug dann eine militärische Karriere ein. Sie führte ihn über Stationen in Ulm, Rottweil und Kehl bis hin zum Rang eines Generalfeldmarschallleutnants, der für den Schwäbischen Kreis tätig war.
1733 erbte er den Oberhof in Tettnang, 1746 den Montforterhof in Salzburg. Nachdem 1780 sein Bruder Franz Xaver als regierender Graf die Herrschaft wegen Überschuldung an die Habsburger abgetreten hatte und noch im selben Jahr gestorben war, setzte sich Anton als Privatmann in Tettnang im heutigen Gasthof Krone nahe dem Torschloss zur Ruhe. Das nötige Geld für den Erwerb und Umbau des Hauses nach seinen Bedürfnissen brachte er durch den Verkauf des Oberhofes auf. Zuletzt bekam er von den Habsburgern eine Rente von 6000 Gulden pro Jahr, die zu seiner Pension als Militär und dem Pachtzins des Montforterhofes hinzukamen. Mit diesen Einkünften konnte er sich einen Kammerdiener, Bedienstete und mehrere Kutschen leisten. Mit seinem Tod erlosch das Geschlecht 1787 endgültig. 
Zu seinen Ehren wurde am 6. Dezember 1787 ein großer Trauerzug der Schuljugend, des Rats und der Garnison veranstaltet, bei dem ein geharnischter Reiter in einer Hand das Schwert, in der anderen Hand das gestürzte Wappen der Montforts als Zeichen für den letzten Spross des Geschlechts trug. Der Zug endete bei der St.-Gallus-Kirche, an deren Mauer Anton IV. beigesetzt wurde.

## Nachleben

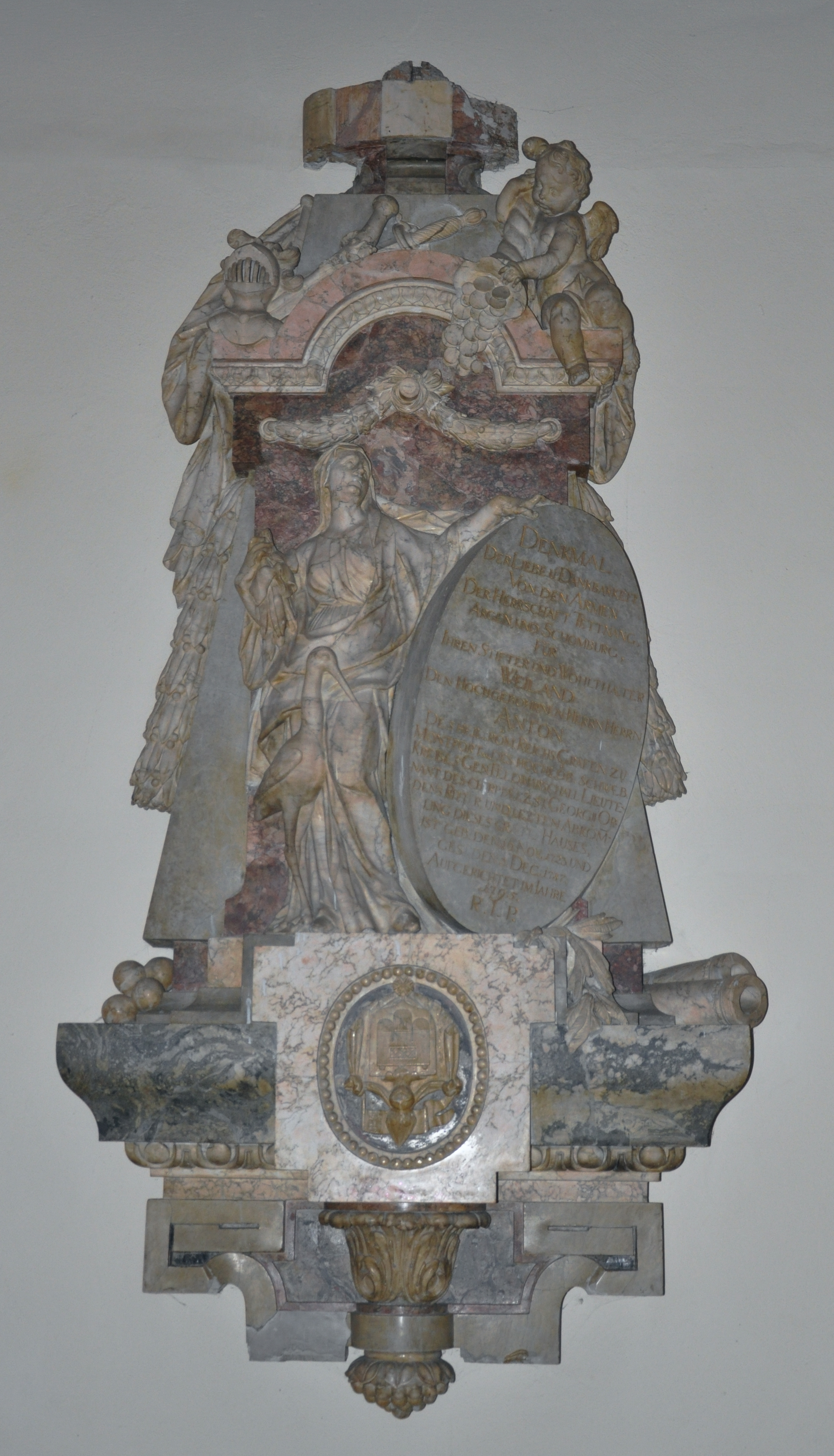
Denkmal in der St.-Gallus-Kirche in Tettnang

Seinen Besitz vermachte Anton IV. den Armen der Herrschaft Tettnang, Langenargen und Schomburg. Da die Schulden jedoch den Erlös einer Versteigerung seines Besitzes weit überschritten, blieb dieser Plan zunächst Wunschdenken. Das Tettnanger Armeninstitut übernahm jedoch aufgrund des Testaments einen Erbanspruch Antons für einen Besitz in Kißlegg, der 1794 vor Gericht auch tatsächlich erstritten werden konnte. Nach Abzug der Schulden konnte die „Montfortische Stiftung“ mit 14.000 Gulden begründet werden.
In der Pfarrkirche St. Gallus in Tettnang wurde im Jahr darauf ein Denkmal für Anton IV. aufgestellt, das vom Mimmenhauser Bildhauer Johann Georg Wieland geschaffen wurde. Es ist mit dem gestürzten Wappen der Monforts geschmückt. Die Inschrift lautet:
Denkmal der Liebe und Dankbarkeit von den Armen der Herrschaft Tettnang, Argen und Schomburg für ihren Stifter und Wohlthäter, weiland den Hochgebohrnen Herrn Anton des Heil. Röm. Reichs Grafen zu Montfort, des hochlöb. Schweb. Kreises Gen.feldmarschall Lieutenant, des churpfälz. St. Georgii Ordens Ritter und letzten Abkömmling dieses gräfl. Hauses, ist geb. den 16. Nov. 1723 und gest. den 3. Dec. 1787, Aufgerichtet im Iahre 1795. R. I. P.
Das Kapital der Stiftung betrug 1916 noch 29.000 Mark. Erst durch die Folgen der Inflation der Nachkriegszeit nach dem Ersten Weltkrieg ging das Stiftungskapital zugrunde. Mit einem symbolischen Kapital besteht sie jedoch noch weiter (Stand: 1997). Im Gemeindearchiv Langenargen wird ein Bestand Graf Anton von Montfortische Armenstiftung (1819–1920) aufbewahrt.